# Py

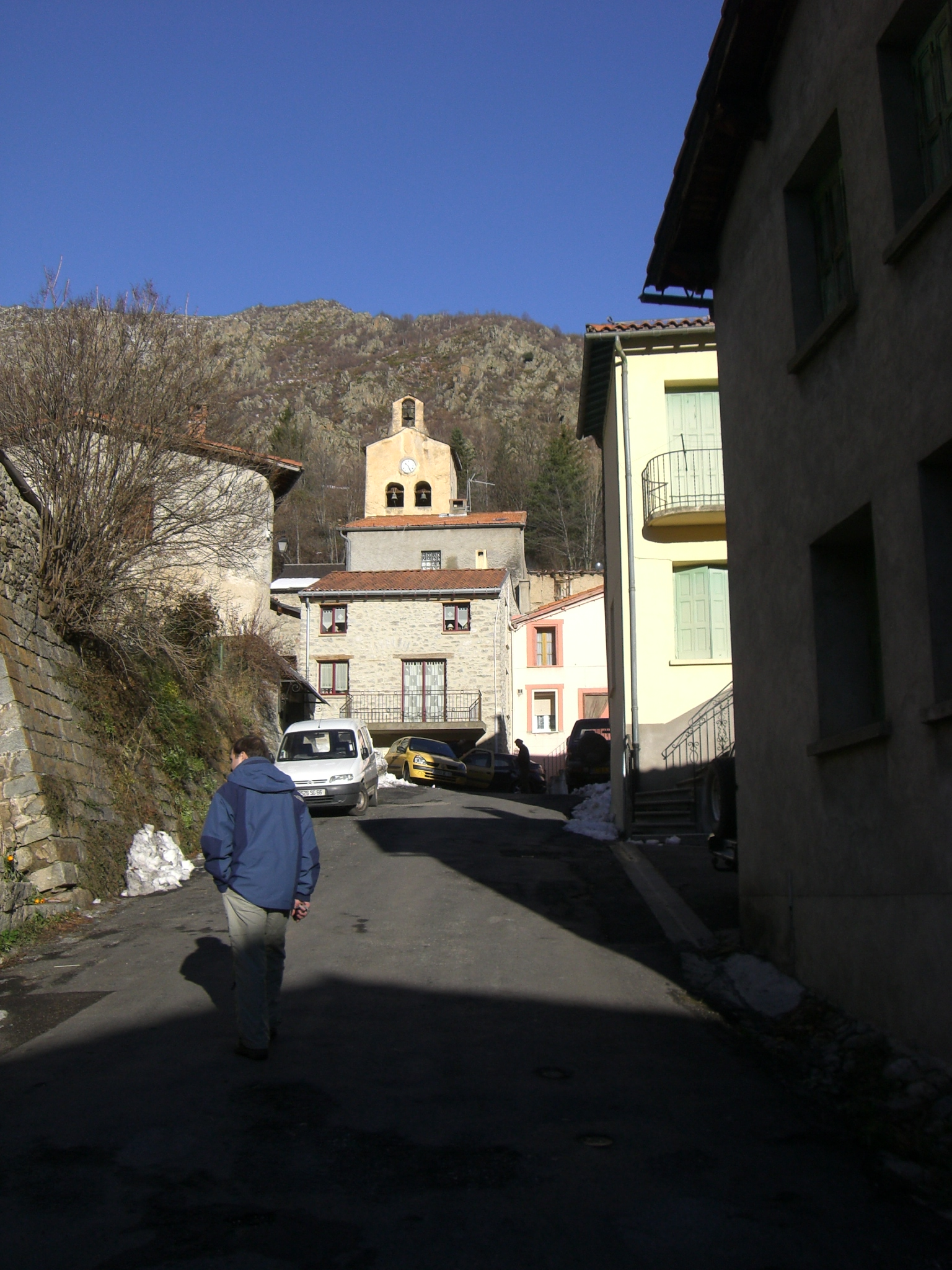
Py (2008)

Py (kat.: Pi de Conflent) – miejscowość i gmina we Francji, w regionie Oksytania, w departamencie Pireneje Wschodnie.
Według danych na rok 1990 gminę zamieszkiwało 97 osób, a gęstość zaludnienia wynosiła 2 osoby/km² (wśród 1545 gmin Langwedocji-Roussillon Py plasuje się na 805. miejscu pod względem liczby ludności, natomiast pod względem powierzchni na miejscu 65.).

## Populacja

Populacja Py w latach 1962–2008